# Inger Segelström
Inger Agneta Segelström , née le 25 février 1952 à Stockholm, est une femme politique suédoise.
Membre du Parti social-démocrate suédois des travailleurs, elle siège au Riksdag de 1994 à 2004 et au Parlement européen de 2004 à 2009.